# سلام أفندينا
سلام أفندينا أو سلام مخصوص خديوي أو السلام السلطاني أو السلام الجمهوري المصري هو النشيد الوطني لمصر منذ الخديوية المصرية سنة 1869 حتى الجمهورية العربية المتحدة سنة 1958. جعله الخديوي إسماعيل نشيد مصر لكي يتم عزفه في افتتاح قناة السويس، وهو أول نشيد وطني لمصر. بعد ثورة 23 يوليو سنة 1952، سمي السلام أيضاً بالسلام الجمهوري المصري، ومع قيام الوحدة بين مصر وسوريا وقيام الجمهورية العربية المتحدة تغير إلى السلام الجمهوري المؤقت الذي هو دمج بين سلام أفندينا وحماة الديار ثم كان آخر استخدام لسلام أفندينا سنة 1960، حيث غُيّر إلى  والله زمان يا سلاحي في عهد الجمهورية العربية المتحدة. ومن الجدير بالذكر، كان نشيد الحرية نشيد غير رسمي مع سلام أفندينا بعد أحداث سنة 1952 حتى سنة 1960.

## التاريخ
كان عزف النشيد لأول مرة في عهد الخديوي إسماعيل عام 1869، حيث تم تلحين النشيد وعرف باسم سلام مخصوص خديوي، وعزفته الموسيقى العسكرية المصرية في الافتتاح الاسطوري لقناة السويس خلال استقبال الخديوي إسماعيل لملوك العالم وأمرائه. وكان يعزف النشيد في المناسبات الرسمية بالألحان فقط دون إلقاء الأبيات الشعرية، ولكن بالرغم من ذلك، كان هناك كلمات شعرية أغلبها لداعمي الملكية أو كلمات غير رسمية يعزف معها السلام، ومنها هذه الكلمات التي تم ذكرها في مصادر عديدة كواحدة من الأشعار التي تم استخدامها في هذا النشيد والكلمات كالآتي:
وفي عام 1917 تولى فؤاد الأول نجل الخديوي إسماعيل حكم مصر، عقب تغيير نظام الحكم في عهد شقيقه حسين كامل و تحولت مصر في عهده إلى سلطنة، وعقب تولي فؤاد الأول الحكم أمر بتغيير اسم السلام الوطني من سلام مخصوص خديوي إلى سلام أفندينا أو السلام السلطاني، والذي تضمن عبارات الثناء والمديح لفؤاد الأول، والكلمات كالآتي:
فاز أحمد شوقي بمسابقة أقيمت عام 1920 لإنتاج كلمات النشيد الوطني، إلا أن مشاركته فشلت في اكتساب إنتباه أو اهتمام الحكومة البيروقراطية أنذاك.على الرغم من أن لحن النشيد بدون كلمات إكتسب شهرة عالمية، لكنه لم ينتشر شعبيا بين ربوع المصريين وخصوصاً بسبب غضبهم من الملكية والمظاهرات ما بعد ثورة 1919
في عام 1923، تم استبدال سلام أفندينا بنشيد اسلمي يا مصر، ولكن في عام 1936، عندما جلس الملك فاروق على العرش، قام بالإستغناء عن نشيد اسلمي يا مصر وأعاد سلام أفندينا باسم السلام الملكي المصري، وظل الوضع هكذا حتى ثورة 23 يوليو.
بعد سقوط الملكية بمصر، احتفظت الجمهورية المصرية البرلمانية بنفس النشيد مع تغيير اسمه إلى السلام الجمهوري المصري، واستمر هذا الوضع حتى قيام الوحدة بين مصر وسوريا، حيث تم دمج لحني السلام الجمهوري المصري وحماة الديار في السلام الجمهوري المؤقت واستمر هذا الوضع حتى تم أخيرا تغيير نشيد الجمهورية العربية المتحدة وأصبح والله زمان يا سلاحي.

### الملحن

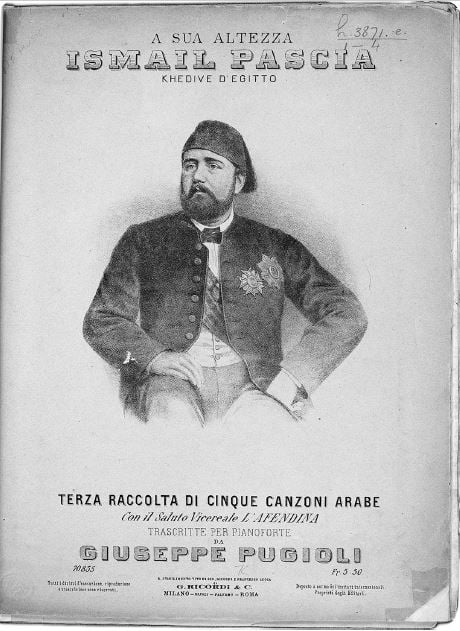
النوتة الموسيقية لجوزيبي بوجيولي التي نُشر فيها اللحن، مع صورة إسماعيل باشا على الغلاف.

أغلب المصادر ترجح أن اللحن كان من تأليف الموسيقار الشَّيَّاع الإيطالي جوزيبي بوجيولي الذي زار مصر لأداء أوبرا فيردي وبقي في مصر، حيث النوتة الموسيقية للنشيد تتطابق تقريبًا مع عمل بوجيولي "l'Affendina" ولحنه أيضاً مع ملحنين اتراك ومصريين آخرين. لكن مصادر أخري تقول أن ملحنها هو الموسيقار الإيطالي جوزيبي فيردي ملحن مارش الانتصار في أوبرا عايدة حيث كلفه الخديوي اسماعيل بتأليف السلام وتلحينه ومن أهم المصادر التي تقول هكذا موقع رئاسة جمهورية مصر العربية والبوابة الإلكترونية لمحافظة القاهرة. والأرجح هو أن ملحنها هو جوزيبي بوجيولي لو اعتبرنا أن تلحين فيردي لها كانت مجرد إشاعة كاذبة وحسب.

## إستخدامات النشيد

### السلام الملكي المصري (1936-1952)
في عام 1936، عندما جلس الملك فاروق على العرش، قام بالإستغناء عن نشيد اسلمي يا مصر وأعاد سلام أفندينا باسم السلام الملكي المصري، وظل الوضع هكذا حتى ثورة 23 يوليو.

### السلام الجمهوري المصري (1952-1958)
بعد سقوط الملكية بمصر وأحداث سنة 1952، احتفظت مصر بنشيد سلام أفندينا ولكن تم تغيير اسمه من سلام أفندينا إلي السلام الجمهوري المصري وكان أيضا يعم مصر نشيد الحرية كنشيد غير رسمي ولكنه النشيد الوطني الفعلي بين المصريين.

### السلام الجمهوري المؤقت(1958-1960)
في عهد الجمهورية العربية المتحدة، كان النشيد الوطني منذ (1958 حتي 1968) لحن النشيد المصري سلام أفندينا مدموج بلحن النشيد السوري حماة الديار. حيث كان نشيد مؤقتًا حتى إعتماد واللًّه زَمَان يا سِلاحي والنشيد الرسمي عام 1960. وكان يعزف النشيد الجمهوري المؤقت كالأتي:

### ترنيمةالكنيسة القبطية الأرثوذكسية
لحن النشيد اعتمدته الكنيسة القبطية الأرثوذكسية للترنيمة البابوية "كالوس إكي" (بالقبطية: Ⲕⲁⲗⲟⲥ ⲁⲕⲓ̀ ϣⲁⲣⲟⲛ ⲙ̀ⲫⲟⲟⲩ).  يتم ترديد هذه الترنيمة كتهنئة لبابا الأقباط بسلامة عودته إلى أرض الوطن من السفر. في الأصل، لم يكن للترنيمة نغمة أصلية أو فريدة خاصة بها، حيث يتم غناء كل آية منها بنبرة أعيد تدويرها من إحدى ترانيم الكنيسة الأخرى. وفي القرن العشرين، قام المرنم ميخائيل جرجس البتانوني بترتيب الترنيمة موسيقيًا على نغمة "سلام أفندينا" الذي كان النشيد الوطني المصري في ذلك الوقت.

### اللحن في معابد يهود السفارديم
استخدم لحن الأغنية في المعابد اليهودية السفارديم ويتم غنائها حاليًا في المعابد السفاردية في إسرائيل عند الصلاة والإعياد

## أناشيد أخرى

### اسلمي يا مصر (1923-1936)
اسلمي يا مصر كان نشيدا وطنيا ثانيا لمصر في الفترة (1923-1936)، ألفه الشاعر والأديب مصطفى صادق الرافعي، ولحنه صفر علي، ويستخدم النشيد حاليًا كنشيد لكلية الشرطة المصرية.

### نشيد الحرية (1952-1960)
نشيد الحرية كان نشيداً غير رسمي من تلحين الموسيقار محمد عبد الوهاب ومن تأليف الشاعر كامل الشناوي. حيث اشتهر أثناء ثورة 23 يوليو سنة 1952 حتي أصبح النشيد غير الرسمي لمصر، وما زال لحنه يعد موسيقى تُعزَف في الأحداث و المناسبات الوطنية.

### نشيد الجيش المصري
من الجدير بالذكر، أنه في عصر محمد علي باشا كان هناك نشيد للجيش للمصري كتبه رفاعة الطهطاوي، وهو النشيد المعروف باسم ("ننظم جندنا نظما").

## استشهاد عام
- عادل، رجاء (2019). Beauty in the Age of Empire: Japan, Egypt, and the Global History of Aesthetic Education. دراسات كولومبيا في التاريخ الدولي والعالمي. دار نشر جامعة كولومبيا. ISBN:978-0-231-54928-8. اطلع عليه بتاريخ 2025-01-01.
- بوديه، إيلي (2022). Anthems in the Arab world: A hybrid national symbol (ط. 4). ج. 28. ص. 1379–1394. DOI:10.1111/nana.12803. ISSN:1354-5078.